# Fürstenau (Vechelde)
Fürstenau ist ein Ortsteil der Gemeinde Vechelde im niedersächsischen Landkreis Peine.

## Geographie

### Lage
Fürstenau ist der kleinste Ort der Gemeinde Vechelde. Durch seine Lage am Landschaftsschutzgebiet Fürstenauer Holz, der größten zusammenhängenden Waldfläche im sonst waldarmen Landkreis Peine, und der Nähe des Mittellandkanals ist das Dorf ein beliebtes Ausflugsziel.

### Nachbarorte
| Peine                 | Meerdorf                                    | Sophiental (Wendeburg) |
| Woltorf (Peine)       | Kompassrose, die auf Nachbargemeinden zeigt | Bortfeld               |
| Schmedenstedt (Peine) | Sierße                                      | Wahle                  |

### Klima
Fürstenau liegt innerhalb der gemäßigten Breiten im Übergangsbereich zwischen ozeanisch und kontinental geprägten Gebieten.

Niederschlagsdiagramm von Fürstenau

## Geschichte

### Geschichte des Ortsteils

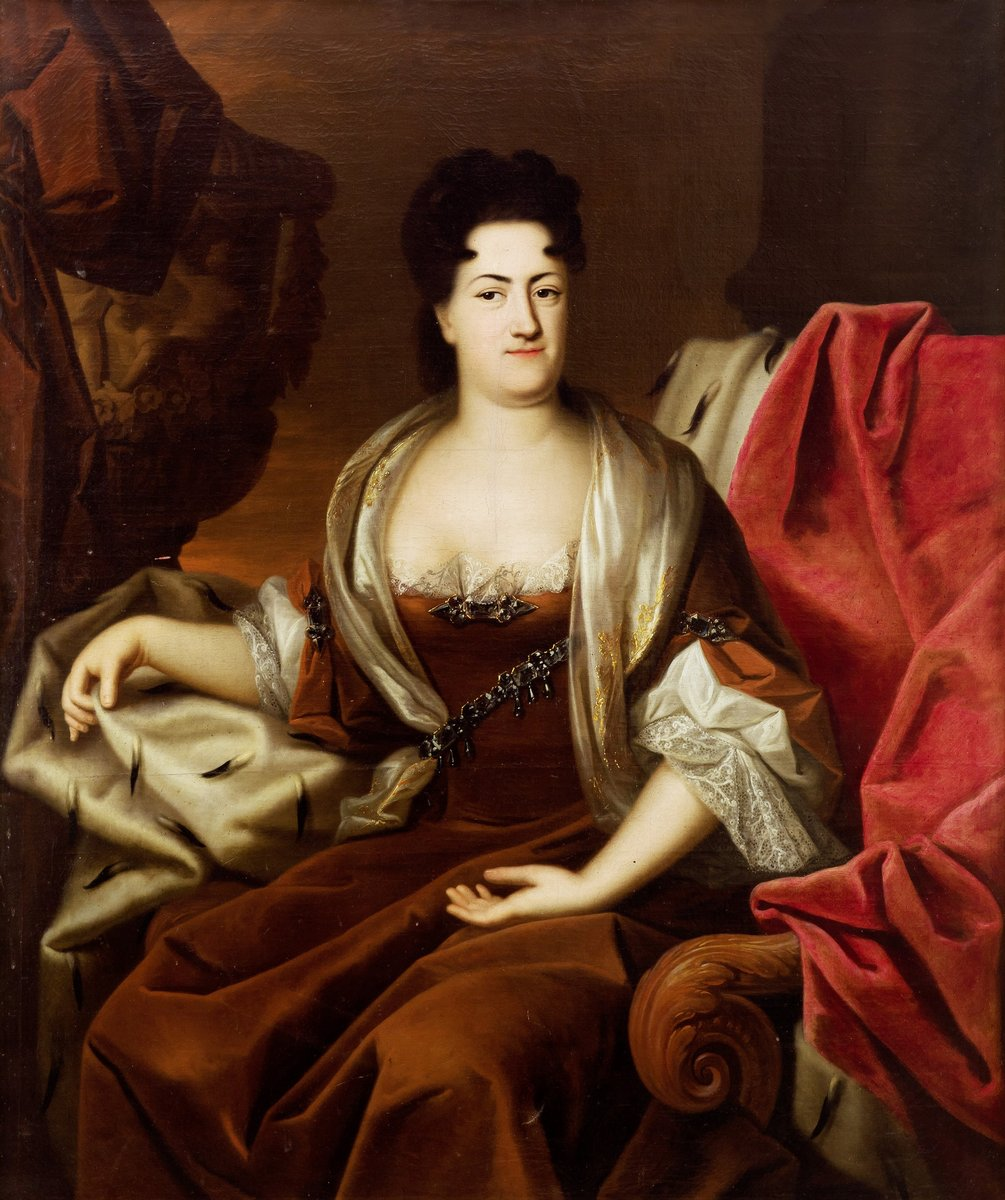
Herzogin Elisabeth Sophie Marie,
Gemälde von Christoph Bernhard Francke, vor 1729

Fürstenau steht auf der Stelle der Wüstung Haslere, das 1318 erstmals urkundlich erwähnt wurde. 1716 erwarb Herzogin Elisabeth Sophie Marie (1683–1767) den dort noch bestehenden Häßler- oder Hasselhof und ließ ein Lustschloss errichten, das den Namen Schloss Fürstenau erhielt. Das Schloss wurde wenig genutzt, diente um 1802 nur noch als Gefängnis des Gerichts in Vechelde und wurde zu Beginn des 19. Jahrhunderts abgebrochen. Heute sind auf dem ehemaligen Schlossgelände, außer Teilen des Grabens, keinerlei Baureste sichtbar.
In den 1720er Jahren untersuchte Rudolph August Behrens, Leibarzt des Herzogs August Wilhelm von Braunschweig-Wolfenbüttel, die Heilwirkung einer Mineralquelle in der Nähe des Dorfes. Die Quelle blieb jedoch ungenutzt.
Im Jahr 1802 hatte Fürstenau 65 Einwohner in zehn Feuerstellen.
Mit dem Fürstentum Braunschweig-Wolfenbüttel wurde Fürstenau 1807 in das von Napoleon geschaffene Königreich Westphalen eingegliedert. Durch ein königliches Dekret vom 5. Januar 1813 wurde die Commune Fürstenau im Landkanton Peine (Distrikt Braunschweig im Departement der Oker) aufgehoben und mit der Commune Sophienthal vereinigt.
Nach der Auflösung des Königreichs Westphalen im selben Jahr, gehörte der Ort bis 1918 zum Herzogtum Braunschweig.

### Eingemeindungen
Im Zuge der Gebietsreform in Niedersachsen, die am 1. März 1974 stattfand, wurde die zuvor selbständige Gemeinde Fürstenau in die Gemeinde Vechelde eingemeindet. Zeitgleich wechselte Fürstenaus Zuordnung vom Landkreis Braunschweig in den Landkreis Peine.

### Einwohnerentwicklung
| Jahr | Einwohner | Quelle |
| ---- | --------- | ------ |
| 1802 | 65        | [ 3 ]  |
| 1847 | 84        | [ 9 ]  |
| 1863 | 75        | [ 10 ] |
| 1910 | 76        | [ 11 ] |
| 1925 | 76        | [ 12 ] |
| 1933 | 65        | [ 12 ] |
| 1939 | 79        | [ 12 ] |

| Jahr | Einwohner | Quelle |
| ---- | --------- | ------ |
| 1950 | 1350      | [ 13 ] |
| 1956 | 1130      | [ 13 ] |
| 1973 | 73        | [ 14 ] |
| 2011 | 86        | [ 15 ] |
| 2016 | 94        | [ 16 ] |
| 2020 | 93        | [ 17 ] |
| 2024 | 93        | [ 1 ]  |

Graphische Darstellung der Einwohnerentwicklung entsprechend obiger Tabelle

## Politik

### Gemeinderat und Bürgermeister
Auf kommunaler Ebene wird Fürstenau vom Rat der Gemeinde Vechelde vertreten.

### Ortsvorsteher (chronologisch)
- seit 2019: Hasso Becker[18][19]
- 2016–2019: Martin Knoche[20]
- 1982–2016: Marieluise Dambroth[21]

### Wappen
Der Entwurf des Kommunalwappens von Fürstenau stammt von dem Heraldiker und Wappenmaler Arnold Rabbow. Das Wappen wurde auf der Bürgerversammlung am 26. April 1986 angenommen.
| Wappen von Fürstenau | Blasonierung: „In Rot auf einem silbernen holsteinischen Nesselblatt, ein grünes Haselblatt.“ |
| Wappen von Fürstenau | Wappenbegründung: Arnold Rabbow erwähnt hierzu in seinem Wappenbuch: „Fürstenau hat es zweimal gegeben. Das erste Dorf hieß Haslere. Es wird 1314 urkundlich erwähnt und noch 1401 als Hasler genannt, ist aber vor 1481 aus unbekannten Gründen wüst geworden. Nur ein einzelner Wirtschaftshof, 1664 Haßelhof genannt, hielt den Namen des untergegangenen Ortes lebendig. Das grüne Haselblatt hält die Erinnerung an dieses erste Dorf auf der Gemarkung des heutigen Fürstenau wach. 1716 erwarb Herzogin Elisabeth Sophie Marie (1683–1767) von Holstein-Norburg, die seit 1710 mit dem braunschweigischen Erbprinzen und späteren Herzog August Wilhelm verheiratet war, das Gut Haselhof und ließ dort ein Schloss und darum herum ein kleines Dorf anlegen, dem sie 1719 den Namen Fürstenau gab. Die Neugründerin des Ortes wird durch ihr Stammwappenbild, das silberne holsteinische Nesselblatt im roten Schild (Schauenburger Grafen), geehrt.“ |